# Joanna Wołoszyk
Joanna Wołoszyk, née Joanna Kozłowska le 19 janvier 1995 à Sztum, est une joueuse polonaise de handball évoluant au poste d'arrière gauche.
Internationale polonaise depuis 2016, elle a notamment participé au Championnat d'Europe 2016, au Championnat du monde 2017 et au Championnat d'Europe 2018.
Au cours de la saison 2017/2018, elle a joué avec Vistal Gdynia en Ligue des champions et en Coupe de l'EHF (C3) où elle a marqué 33 buts en 11 matchs. La saison suivante, avec le SPR Pogoń Szczecin, elle atteint la finale de la Coupe Challenge (C4) où son équipe a perdu contre Rocasa Gran Canaria. Lors de la saison 2019/2020, elle joue dans le club turc du Kastamonu Bld. GSK. Elle signe ensuite en France au Saint-Amand Handball, club tout juste promu en Ligue Butagaz Énergie.

## Palmarès

### En club
Compétition nationales
- Vainqueur du Championnat de Pologne (1) : 2017 
  - Deuxième : 2015
  - Troisième : 2014, 2016
- Vainqueur de la Coupe de Pologne (3) : 2014, 2015, 2016 
  - Finaliste : 2019
- Vainqueur de la Supercoupe de Turquie (1) : 2019

Compétition internationales
- Finaliste de la Coupe Challenge (C4) : 2019

### En équipe nationale
- 15e place au Championnat d'Europe 2016
- 17e place au Championnat du monde 2017
- 14e place au Championnat d'Europe 2018.